# 九州産交オートサービス
- 九州産交グループ > 九州産交オートサービス
- 九州産交グループ > 九州産交バス > 九州産交オートサービス

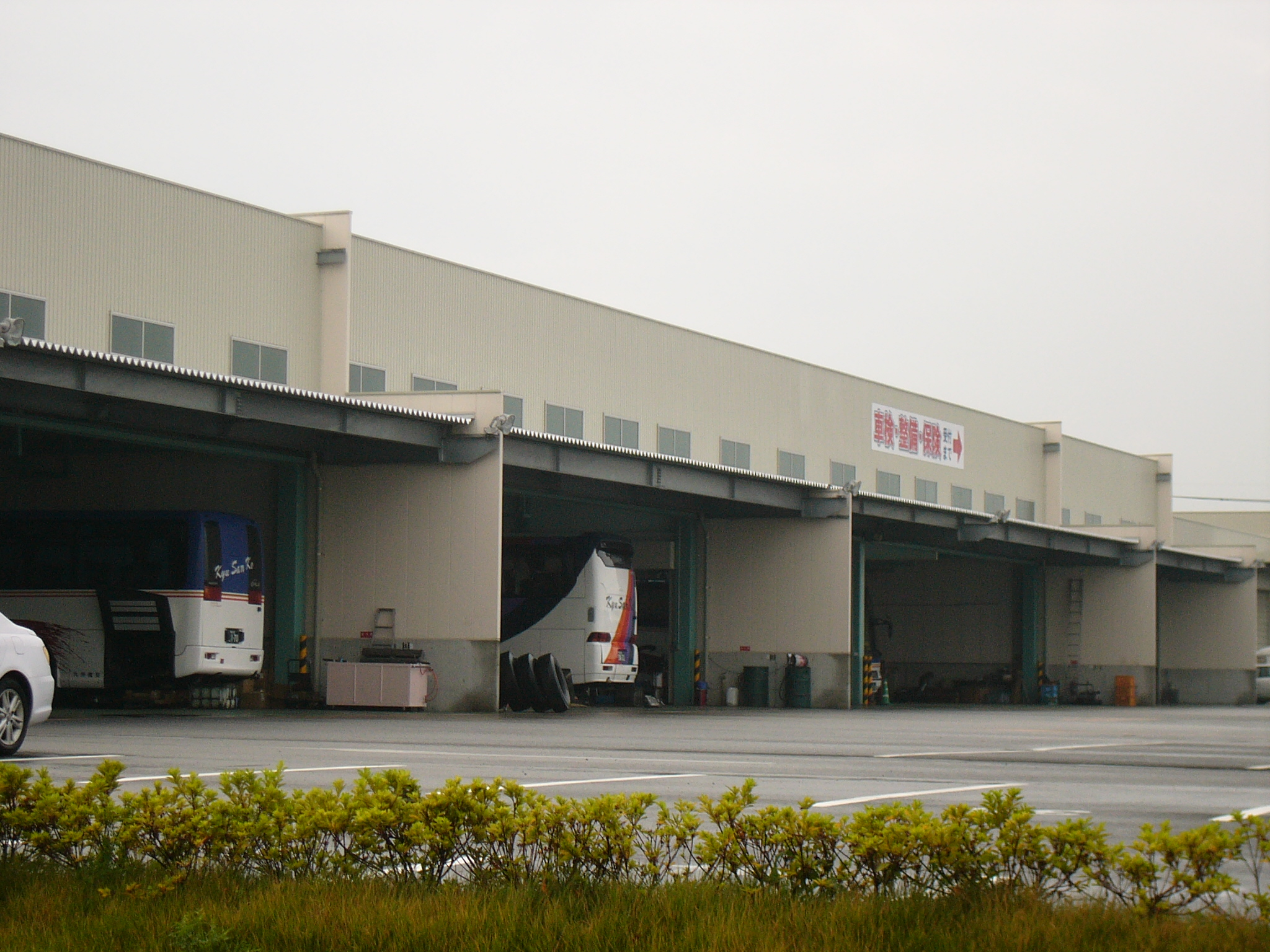
本社整備棟

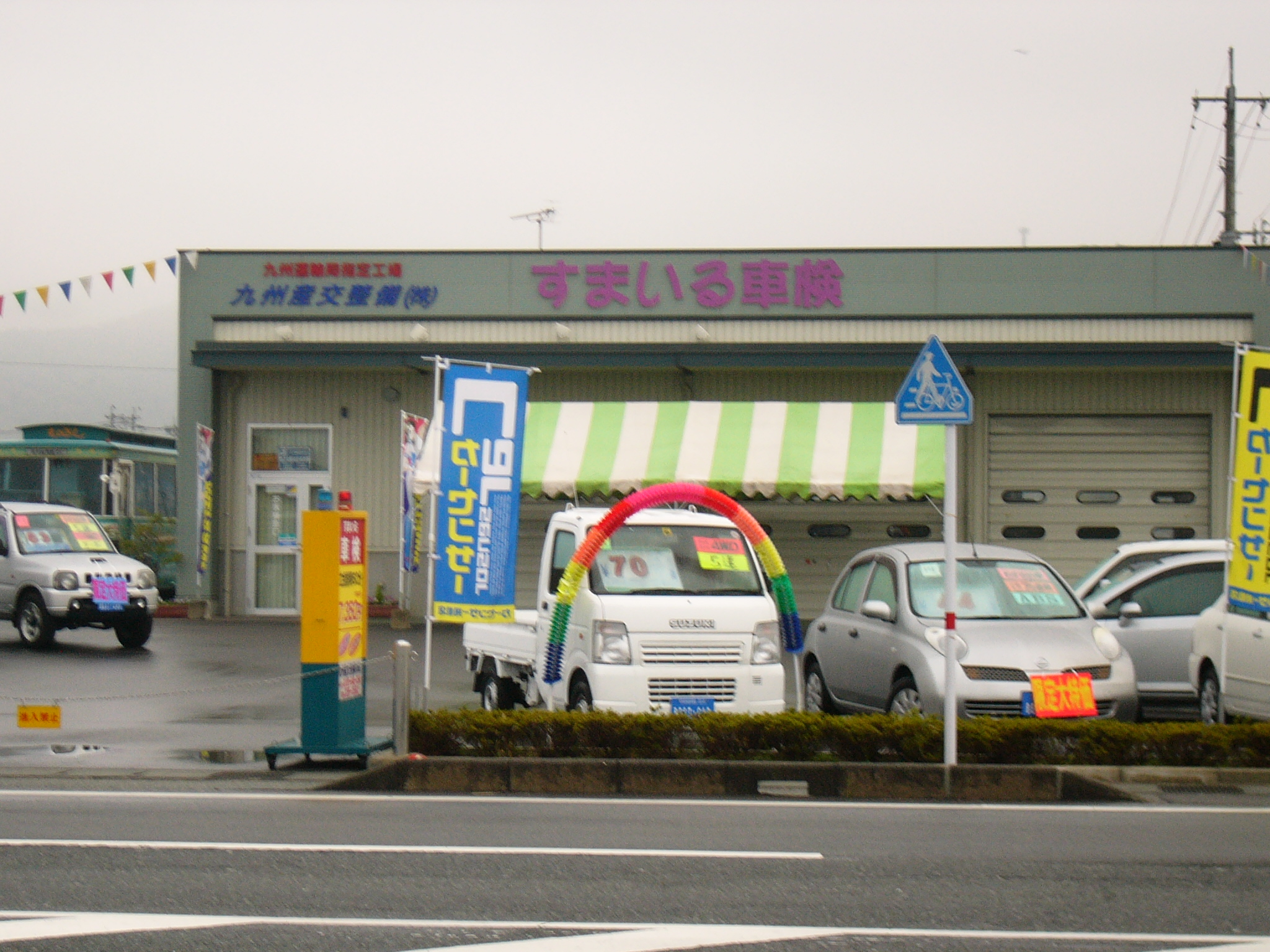
併設の『産交すまいる館』（中古車販売・民間車検工場）

九州産交オートサービス株式会社（きゅうしゅうさんこうおーとさーびす）は、九州産業交通ホールディングス傘下の自動車整備会社である。2006年4月の組織改正により、現在は九州産交バスの100%子会社となっている。
2020年4月1日に旧社名である九州産交整備株式会社より改称された。

## 沿革
- 1986年8月 - 九州産業交通がこれまでのバス整備部門から独立して、九州産交整備株式会社を設立。同社のバスの他、一般の乗用車等の車検・整備・保険代理業務を開始。
- 2006年4月 - 九州産業交通が九州産業交通ホールディングスに改称し、これまでの1社直営体制から持株会社に移行し、各事業ごとに分社化。これに伴い組織改正がおこなわれ、当社はバス部門を運営する九州産交バスの100％子会社として新体制の下で事業を再スタート。
- 2007年10月 - 九州産交整備本社がこれまで熊本市春日8丁目から現在地に移転。新たに一般者向けの中古車販売・整備工場を備えた『すまいる館』がオープン。
- 2020年4月1日 - 社名をこれまでの「九州産交整備株式会社」から「九州産交オートサービス株式会社」に変更。
- 2023年11月1日 - 熊本市内で自動車販売業・整備事業を行なう有限会社谷口自動車と業務提携。同社は同日付で九州産交グループ入りとなる。

## 事業内容

### 整備事業
- 九州産交バスグループのバス整備
- 一般車の整備
  - 車検
  - 定期点検
  - 修理・板金塗装
  - 60分車検（立会い可）

### リース事業
- 自動車リース

### 保険代理事業
- 自賠責保険
- 各種自動車任意保険
- 火災保険
- その他各種保険

## 本社ならびに営業所
- 本社
  - 熊本県熊本市西区上代4丁目（九州産交バス熊本営業所に併設）
- 熊本県内各営業所
  - すまいる館 
    - 西回りバイパス店 - 熊本県熊本市西区上代4丁目14-10
    - 光の森店 - 熊本県熊本市北区弓削4丁目9-7(旧熊本三菱自動車販売東営業所跡地)
    - 清水バイパス店 - 熊本県熊本市北区飛田2丁目12-30
    - ボディセンター - 熊本県熊本市東区小山3丁目（2022年9月30日で閉鎖）
    - 八代南インター店 - 熊本県八代市平山新町4922
    - 八代工業高校前店 - 熊本県八代市高下西町1474

  - 天草整備工場 - 熊本県天草市北浜町2600-1　（産交バス天草営業所に併設）
  - 八代整備工場 - 熊本県八代市新地町9-3　（産交バス八代営業所に併設）
  - 大津整備工場 - 熊本県菊池郡大津町吹田1098　（産交バス大津営業所に併設）
  - 玉名整備工場 - 熊本県玉名市岱明町西照寺968-1　（産交バス玉名営業所に併設）
  - 人吉整備工場 - 熊本県人吉市願成寺町1411-11